# Louvação
Louvação é o álbum de estreia do cantor e compositor brasileiro Gilberto Gil, lançado em maio de 1967. O álbum possui repertório exclusivamente autoral, com a participação de Caetano Veloso, José Carlos Capinam, Torquato Neto, Geraldo Vandré e João Augusto, enquanto Doy Caymmi, Carlos Monteiro e Souza e Leonardo Bruno ficaram responsáveis pelos arranjos do trabalho.
O álbum nasce fortemente influenciado pelo contexto do golpe militar no Brasil, em março de 1964, ano seguinte ao lançamento de coletânea Salvador, 1962-1963. As influências rítmicas de Gil são apresentadas com a presença do baião, das marchas de carnaval, e baladas dos anos cinquenta, além da bossa nova e samba.
"Louvação" traz canções de temática regional, onde Gil expõe suas raízes nordestinas, além de possui temas políticos e questionamentos sobre os problemas sociais e crítica quanto as atitudes governamentais. A religiosidade e a conquista do espaço também estão presentes nas letras das músicas.

## Gravação e produção
Gilberto Gil foi contratado pela Philips Records no segundo semestre de 1966 e, logo após, entrou em estúdio para gravar "Ensaio Geral", lançado em dezembro do mesmo ano, como single, contanto com "Minha Senhora" - gravada por Gal Costa e Veloso, em Domingo -, como b-side.

## Música e temática
"Água de Meninos" - canção de 1966 -, é uma canção de letra longa, com arranjos de Caymmi, que conta a história de uma feira - de mesmo nome -, típica nordestina, quase medieval, comuns em cidades pelo nordeste brasileiro, e que se localizavam próxima aos cais do porto, próximo ao depósito de combustíveis e de moinho de trigo. Nela, Capinam e Gil retratam um incêndio ocorrido neste local. "Beira-Mar", foi composta por Caetano Veloso. Ele apresentou a música à Gil e pediu para que ele escrevesse o resto da canção, mesmo Gil questionando sobre a boa letra que já havia, Veloso insistiu, fazendo com que o primeiro completasse a letra e a interpretasse.

## Recepção da crítica
| Críticas profissionais | Críticas profissionais |
| Avaliações da crítica  | Avaliações da crítica  |
| Fonte                  | Avaliação              |
| ---------------------- | ---------------------- |
| allmusic               | [ 3 ]                  |
| MusicStory             | [ 11 ]                 |

John Bush faz uma crítica sobre o álbum para o allmusic, onde Bush, diz que o álbum já revela e apresenta "um dos mais brilhantes compositores e intérpretes do Brasil". Segundo a crítica, "Lunik 9" e "Roda", fazem refletir sobre a influência da cultura indígena, da bossa nova e do samba. No entanto, não é com Louvação que Gil mostra entusiasmo, mas, tem uma "estreia sólida, embalado com canções intrigantes". O francês François Viguier, que apesar de ser jovem, aos 25 anos, Gil já mostrava qualidade em suas "composições, surpreendente e que promete um futuro brilhantes, como cantor e compositor". Para Viguier, Louvação tem raiz rudimentar, mas, mostra uma "incrível riqueza melódica", influenciado por Tom Jobim, o que deu à Gil, um dos seus álbuns mais "bossa nova, mais doce". Com esse álbum, Gil traz o embrião "do que vai se tornar, em poucos anos mais tarde, a fusão da bossa nova com o jazz, particularmente feita por Jobim e Stan Getz".

## Relançamentos
Com o relançamento do disco em CD, a canção "Procissão" ganhou novos créditos de autoria, sendo reconhecida por Gil uma parceria com o cantor, compositor, ator, dançarino, produtor teatral e artista plástico baiano Edy Star.

## Faixas
Todas as faixas escritas por Gil, exceto onde notado.
| Lado A |                            |                               |         |  |
| N.º    | Título                     | Compositor(es)                | Duração |  |
| 1.     | "Louvação"                 | Gilberto Gil / Torquato Neto  | 3:45    |  |
| 2.     | "Beira-Mar"                | Gilberto Gil / Caetano Veloso | 3:54    |  |
| 3.     | "Lunik 9"                  |                               | 3:04    |  |
| 4.     | "Ensaio Geral"             |                               | 1:57    |  |
| 5.     | "Maria (Me Perdoe, Maria)" |                               | 2:37    |  |
| 6.     | "A Rua"                    | Gilberto Gil / Torquato Neto  | 3:33    |  |

| Lado B         |                            |                                               |         |  |
| N.º            | Título                     | Compositor(es)                                | Duração |  |
| 1.             | "Roda"                     | João Augusto / Gilberto Gil                   | 2:41    |  |
| 2.             | "Rancho da Rosa Encarnada" | Gilberto Gil / Torquato Neto / Geraldo Vandré | 2:38    |  |
| 3.             | "Viramundo"                | José Carlos Capinam / Gilberto Gil            | 2:18    |  |
| 4.             | "Mancada"                  |                                               | 2:02    |  |
| 5.             | "Água de Meninos"          | José Carlos Capinam / Gilberto Gil            | 4:32    |  |
| 6.             | "Procissão"                | Gilberto Gil / Edy Star                       | 2:38    |  |
| Duração total: | Duração total:             | Duração total:                                | 41:50   |  |

| Faixa bônus (apenas para lançamentos após 1999) |                           |                              |         |  |
| N.º                                             | Título                    | Compositor(es)               | Duração |  |
| 13.                                             | "Minha Senhora" (My Lady) | Gilberto Gil / Torquato Neto | 3:24    |  |
| 14.                                             | "A Moreninha"             | Antônio José S. Martins      | 2:47    |  |
| Duração total:                                  | Duração total:            | Duração total:               | 41:56   |  |

## Ficha técnica
| Original Produção - João Mello (Produtor musical) - Geysa Adnet (Coordenador gráfico) - Geraldo Alves Pinto (Coordenador gráfico) - Carlos Savalla (Masterização de áudio) Arranjos - Dory Caymmi - Carlos Monteiro e Souza - Bruno Ferreira | Re-lançamentos Produção - Adriana Lins (Projeto gráfico) - Guto Lins (Projeto gráfico) - Gê Alves Pinto (Coordenador gráfico) - Geysa Adnet (Coordenadora gráfica) - Carlos Savalla (Masterização de áudio) - Marcelo Fróes (Seleção de repertório - faixas bônus) |

## Histórico de lançamentos
| Lançamento original             | Lançamento original | Lançamento original  | Lançamento original | Lançamento original | Lançamento original | Lançamento original | Lançamento original | Lançamento original | Lançamento original | Lançamento original | Lançamento original | Lançamento original | Lançamento original | Lançamento original | Lançamento original | Lançamento original | Lançamento original | Lançamento original | Lançamento original |
| País                            | Data                | Formato              | Gravadora           | Catálogo            |                     |                     |                     |                     |                     |                     |                     |                     |                     |                     |                     |                     |                     |                     |                     |
| ------------------------------- | ------------------- | -------------------- | ------------------- | ------------------- | ------------------- | ------------------- | ------------------- | ------------------- | ------------------- | ------------------- | ------------------- | ------------------- | ------------------- | ------------------- | ------------------- | ------------------- | ------------------- | ------------------- | ------------------- |
| Brasil                          | Maio de 1967        | Disco de vinil       | Philips Records     | R 765.005 L         |                     |                     |                     |                     |                     |                     |                     |                     |                     |                     |                     |                     |                     |                     |                     |
| Estados Unidos                  | 1967                | Disco de vinil       | PolyGram            | 824681-2            |                     |                     |                     |                     |                     |                     |                     |                     |                     |                     |                     |                     |                     |                     |                     |
| Re-lançamento em novos formatos |                     |                      |                     |                     |                     |                     |                     |                     |                     |                     |                     |                     |                     |                     |                     |                     |                     |                     |                     |
| França                          | 23 de maio de 2007  | CD                   | Universal Music     |                     |                     |                     |                     |                     |                     |                     |                     |                     |                     |                     |                     |                     |                     |                     |                     |
| Brasil                          | 6 de julho de 2010  | CD, download digital | Universal Music     |                     |                     |                     |                     |                     |                     |                     |                     |                     |                     |                     |                     |                     |                     |                     |                     |